# Loango (Republik Kongo)
Loango ist eine Siedlung in der Nähe der Küste der Republik Kongo im Distrikt Kouilou. Loango liegt an der Atlantikküste und hatte laut der letzten offiziellen Volkszählung des Landes im Jahr 2023 21.016 Einwohner.

## Geographie
Loango liegt im Distrikt Loandjili (Pointe Noire) des Departments Kouilou, an der Küste südwestlich von Diosso.
Es liegt wenige Kilometer nördlich der Stadt Pointe-Noire.
Die Stadt liegt auf halber Strecke zwischen Point-Noire und Madingo-Kayes. Seit 2002 ist es die Hauptstadt der Region Kouilou.
Eine Sehenswürdigkeit in der Nähe ist die Diosso Gorge.

## Geschichte

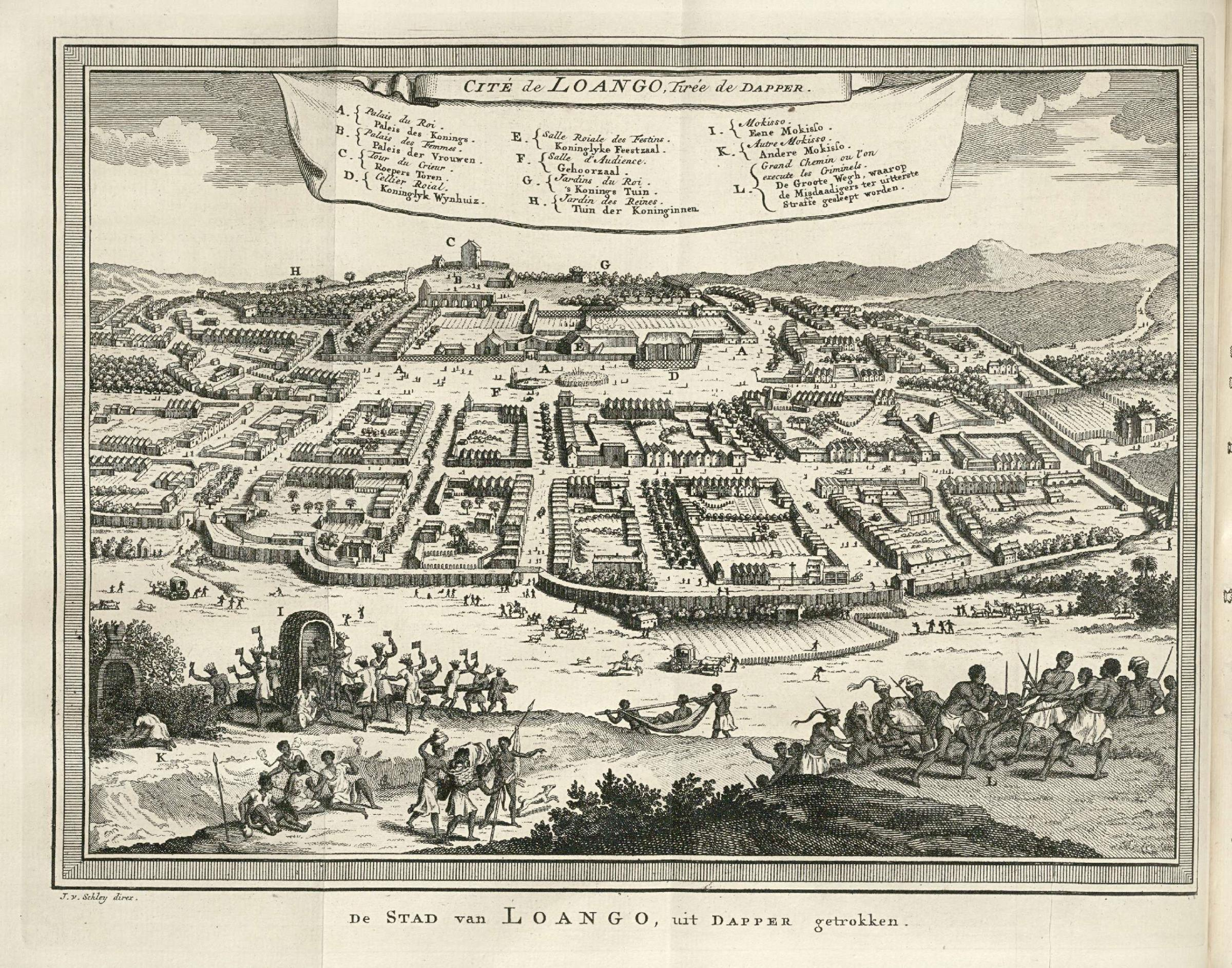
Jacob van der Schley: Ansicht von Loango, 1747

Diosso war ehemals die Hauptstadt des Königreichs Loango. Bis heute befindet sich dort das Mausoleum der Herrscher.
Katholische Missionare waren in Diosso sehr aktiv.
Der Hafen von Loango war früher ein wichtiger Sklavenhafen. Heute ist die Stelle bis auf ein Mahnmal weitgehend verlassen.
Die erste Radiotelegraphen-Verbindung in den Tropen, zwischen Brazzaville und Loango, wurde um 1910 eingerichtet. Joseph Bethenod, der Chefingenieur der Société française radio-électrique (SFR), war der leitende Techniker.

## Klima
Nach dem Köppen-Geiger-System zeichnet sich Luango durch ein tropisches Klima mit der Kurzbezeichnung Am aus.